# Таджицький академічний театр імені Абулкасима Лахуті
Таджицький Академічний театр імені Абулкасима Лахуті (тадж. Театри академӣ Тоҷикистон ба номи Абулқосим Лохутӣ) — національний академічний драматичний театр у столиці Таджикистану місті Душанбе, головна театральна сцена країни. 
Має ім'я таджицького радянського поета Абулкасима Лахуті.

## Загальні дані
Таджицький Академічний театр імені Абулкасима Лахуті розташований на душанбинському центральному проспекті в зведеній у перші роки СРСР будівлі з використанням національних мотивів за адресою:
пр. Рудакі, буд. 86, м. Душанбе—734001, Республіка Таджикистан.
Художній керівник-головний режисер театру — Д. Убайдуллаєв.

## З історії та сьогодення театру
Державний національний (таджицький) драматичний театр був створений у Душанбе разом із Російським драматичним театром у 1929 році. Обидва заклади містилися в будівлі російського театру, розташованій на головній вулиці міста Душанбе.Вистави відбувалися в такий спосіб — одного дня таджицькою, а наступного російською (день через день).
Театр назвали на честь Абулкасима Лахуті, революційного східного письменника, поета, драматурга, який чимало зробив для розвитку театра в Таджикистані. Са́ме він уперше переклав таджицькою драми Шекспіра та інших класичних авторів: переклади здійснювались безпосередньо для вистав у Таджицькому академічному театрі.
Під час Німецько-радянської війни до Душанбе був евакуйований червоноармійський театр. Режисери цього театру, такі як Є. Міттельман, А. Александрин, Канцель, ставили у будівлі, спільній для російської та таджицької труп місцевого театру п'єси «Фуенте Овехуна» Лопе де Веги, «Отелло», «Король Лір», «Ромео і Джульєтта», «Два веронці» В. Шекспіра, «Горе з розуму» О. С. Грибоєдова, «Розбійники» Ф. Шіллера, «Служник двох господарів» К. Гольдоні, «Дядя Ваня» А. П. Чехова та багато інших. 
У 1957 році театр переїхав до нового приміщення, розташованого неподалік від старого, в якому розміщується дотепер. 
Сучасна трупа Таджицького Академічного театру імені Абулкасима Лахуті складається з 55 осіб. До неї входять такі відомі актори як Т. Фазілова, А. Бурханов, М. Касимов, що мають звання Народного артиста СРСР; лавреати Державної премії СРСР Х. Гадоєв, А. Мухамаджанов; лавреати державної премії РТ ім. А. Рудакі Х. Майбалієв, А. Бурханов, Х. Гадоєв.
У травні 2010 року була презентована мала сцена театру «Навруз» — там відіграли прем'єру спектакля «Вбий мене голубчик» за п'єсою відомого турецького письменника і драматурга Азіза Несіна у постановці заслуженого діяча мистецтв Республіки Таджикистан Зафара Джаводова.

## Успішні постановки та діяльність
У радянський час трупа Таджицького Академічного театру імені Абулкасима Лахуті активно гастролювала, виступала майже у всіх союзних республіках. Бував колектив і за кордоном: ще у 1960-ті гастролював у Афганістані. 
Спектакль «Едіп» за твором античного автора Софокла (режисер і виконавець головної ролі Х. Гадоєв), поставлений у сезоні 1990/91 років, мав грандіозний успіх і після його показу в Москві режисер-постановник Х. Гадоєв отримав звання лауреата Державної премії. 
У 1998 році театр з виставою «Бахром Чубина» відвідав міжнародний театральний фестиваль «Фаджр» у Ірані, де постановка здобула високу оцінку журі. 
Постановка «Зов любови» (автор К. Абдулло, режисер Х. Майбалієв) здобула гран-прі на фестивалі «Парасту-99» у 1999 році. 
Спектакль «Сід» Корнеля (режисер Х. Майбалієв) у 2001 році став лавреатом державної премії РТ ім. А. Рудакі.

## Виноски
1. ↑  Таджицький Академічний театр імені Абулкасима Лахуті[недоступне посилання] на www.artculture.tj (Календар культурних подій у Таджикистані) [Архівовано 2010-05-22 у Wayback Machine.] (рос.)
2. ↑  Паспорт міста Душанбе [Архівовано 2010-08-27 у Wayback Machine.] (рос.) на Офіційний сайт м. Душанбе
3. ↑  У театрі імені Лохуті в Душанбе відбудеться презентація малої сцени, повідомл. за 11 травня 2010 року на www.avesta.tj (рос.)